# Lytoceratina
De Lytoceratina zijn een onderorde van uitgestorven ammonieten uit het Jura en Krijt, die losjes opgerolde, evolute en gyroconische schelpen produceerden waarin het hechtelement zoals de terminologie luidt complexe mosachtige uiteinden heeft.

## Morfologische kenmerken
Schelpen zijn over het algemeen evoluut, met alle kransen zichtbaar en aaneengesloten, sommige zijn gyroconisch met kransen gescheiden door een tussenruimte. De kranssecties variëren van min of meer rond tot nauw samengedrukt. De onderrand of buitenrand, is over het algemeen breed gewelfd, maar is in sommige gevallen gekield. De zijkanten zijn glad of geribbeld. Suturale elementen zijn typisch complex, in de literatuur aangeduid als mosachtig, met bijkomende en secundaire onderverdelingen. Zadeluiteinden zijn meestal afgerond maar meestal niet bladvormig, lobben hebben de neiging meer gekarteld te zijn met doornachtige uiteinden. Aptychi zijn enkelkleppig en concentrisch gestreept (Anaptychus)

## Afstamming en fylogenie
De Lytoceratina, die een onderorde vormen binnen de Ammonitida, zijn afgeleid van of de Ussuritidae of de Discophyllitidae uit het Trias, families die behoren tot de Phylloceratina — of beide, waardoor ze polyfyletisch zouden worden. Ze brachten op hun beurt de hoofdmassa van Ammonitina uit het Jura en Ancyloceratina tot het Krijt voort.

## Families
Er zijn twaalf families beschreven waarvan de Lytoceratidae domineren. De Lytoceratidae hebben ook het langste bereik, van het Vroeg-Jura tot het Cenomanien in het Laat-Krijt.
- Lytoceratidae
- Arcuceratidae
- Bochianitidae
- Dactyloceratidae
- Derolytoceritidae
- Ectocentritidae
- Gaudryceratidae
- Nannolytoceratidae
- Pleuroacanthitidae
- Protetragonitidae
- Tetragonitidae